# FIFA 인터콘티넨털컵
FIFA 인터콘티넨털컵(FIFA Intercontinental Cup)은 국제 축구 연맹이 주관하는 국제 남자 클럽 축구 대회로 첫 번째 대회는 2024년 열렸으며 이번 대회는 FIFA 6개 대륙의 클럽 챔피언들이 참가한 가운데 유럽팀이 결승에 진출하는 녹아웃 토너먼트 방식으로 진행된다.

## 방식
이 대회는 UEFA를 제외한 모든 연맹의 클럽들 간의 일련의 대륙간 플레이오프로 구성되며, 해당 클럽은 결승전까지 부전승을 거두게 되며, OFC 챔피언스 리그 우승팀은 첫 번째 플레이오프 라운드에서 AFC 또는 CAF 챔피언스 리그 우승팀과 대결하게 된다. 두 번째 플레이오프 라운드는 남은 AFC 또는 CAF 챔피언과 대결하는 첫 번째 매치업의 승자와 CONCACAF 챔피언스 컵 우승자와 코파 리베르타도레스(Copa Libertadores) 간의 매치업으로 구성된다. AFC/CAF/OFC 대표팀과 CONCACAF/CONMEBOL 대표팀 간의 플레이오프 결승전과 플레이오프 승자와 UEFA 챔피언스리그 우승팀 간의 결승전은 중립 경기장에서 진행되며, 승리한 클럽은 FIFA 인터컨티넨탈컵의 챔피언이 된다.

## 같이 보기
- 인터콘티넨털컵 (축구)
- FIFA 클럽 월드컵